# Albert Ferrasse
Albert Ferrasse, né le 12 août 1917 à Tonneins et mort le 28 juillet 2011 à Agen, est un joueur, arbitre et dirigeant de rugby à XV français, ayant joué en seconde ligne gauche au SU Agen après avoir débuté comme trois-quarts aile à l'US Marmande. Il était un excellent relanceur de touche du fait de sa détente.

## Biographie

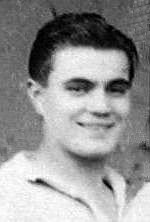
Albert Ferrasse, en 1935.

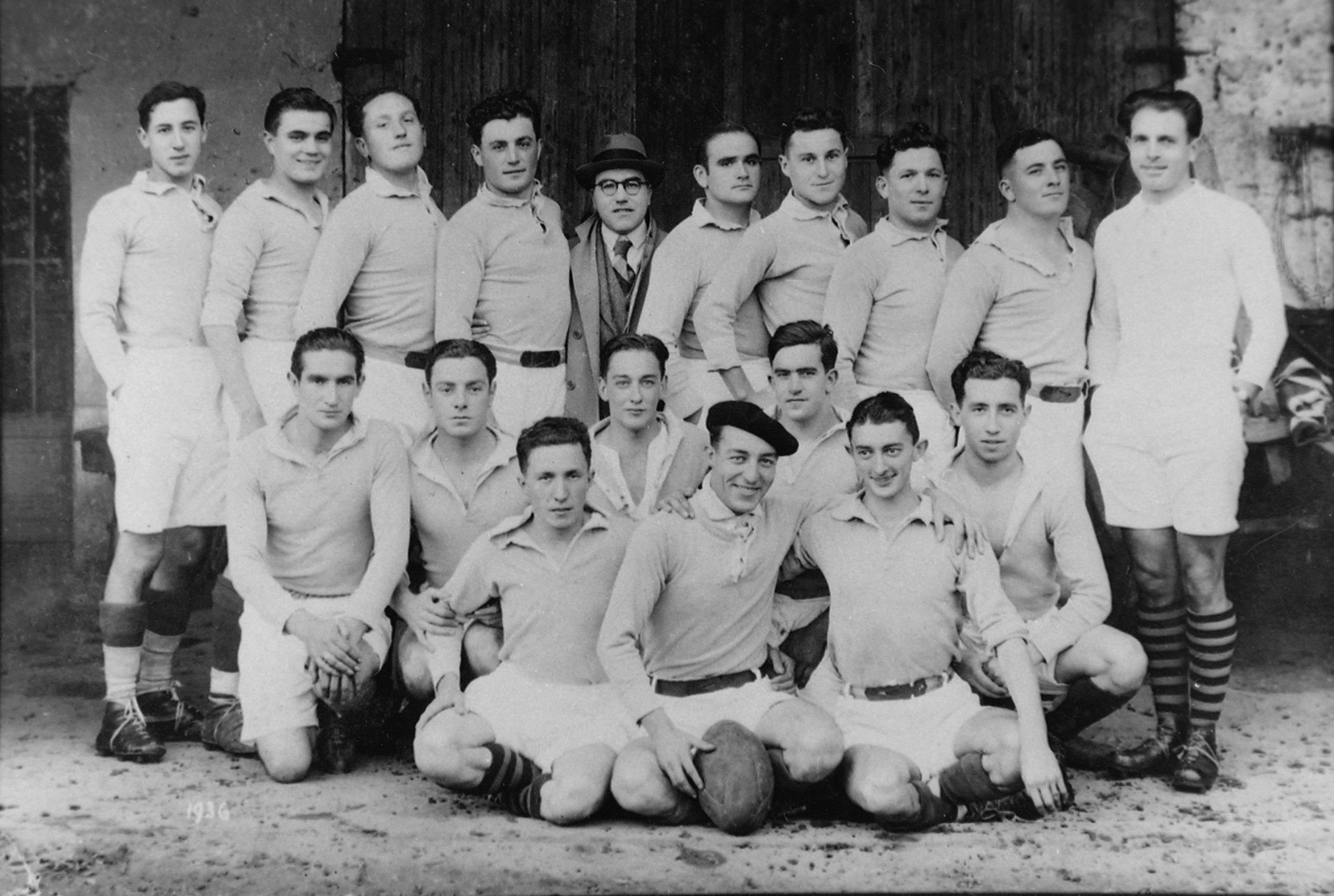
L'équipe de l'US Marmande en 1935, présidée par Pierre Miller et conduite par Albert Ferrasse (debout, deuxième en partant de la gauche).

Après un passage à l'US Marmande au milieu des années 1930, Albert Ferrasse - 1,80 m pour 90 kg - intègre  en 1941 le SU Agen. Il est champion de France en 1945. Seconde ligne de devoir, il est surnommé « Bébert la godasse ». Bien des années plus tard, Albert Ferrasse luttera contre le jeu dur en prônant la radiation des coupables de coup de pied à joueur au sol. Blessé à un genou en 1951, il entame une carrière d'arbitre. Elle est couronnée, en 1959, par la direction de la finale Racing-Mont-de-Marsan.
Il est président de son club de 1965 à 1985 (en faisant alors une union omnisportive qu'il préside également), président de son comité régional, et enfin de la Fédération française de juin 1968 à décembre 1991 (élu à 7 reprises), traversant stoïquement de nombreuses crises intestines (face à Jacques Fouroux et Jean Fabre notamment), et reste longtemps le pourfendeur d'une évolution inéluctable vers le professionnalisme.
Il est aussi le premier Français président de l'International Rugby Board (en 1979, et ce durant huit années). Il préside ensuite la FIRA deux ans après, en 1989. Il avance l'idée d'une coupe du monde de rugby à XV dès la fin des années 1970. Il remet ainsi la coupe de la première édition au capitaine néo-zélandais en 1987.
Il possédait le café Le Fair Play dans sa ville.
Sa Radioscopie a eu lieu le 24 novembre 1976. Il a été membre de l'Académie des sports. En 1980, il publie aux éditions Grund La passion du rugby à XV.
En mars 2004, alors âgé de 87 ans, Albert Ferrasse échappe de justesse à la noyade dans le canal latéral à Agen, à la suite d'un accident ischémique transitoire au volant de son véhicule. Albert Ferrasse meurt le 28 juillet 2011 à son domicile agenais. Ses obsèques ont lieu le mardi 2 août à la cathédrale Saint-Caprais d'Agen. Son épouse Agnes est morte en 2005.

## Divers

### Fondation Albert-Ferrasse
La Fondation Albert-Ferrasse, qu'il crée fin 1990 sous l'égide de la Fondation de France, est toujours chargée de gérer les suites d'accidents graves inhérents parfois à la pratique de ce sport. Elle présente des frais de fonctionnement des plus réduits, gage d'efficience, et gère actuellement[Quand ?] une centaine de lourds dossiers cliniques. Elle s'occupe également du devenir des enfants de joueurs orphelins (une cinquantaine actuellement[Quand ?]).
En 2001, il reçoit le Trophée Vernon Pugh de l'International Rugby Board en hommage à sa carrière pour le développement du rugby. Il est le premier français à recevoir ce titre.

### Sa relation avec le rugby à XIII
Hostile au rugby à XIII, que son frère René Ferrasse a pratiqué avant la guerre à Agen XIII, il cherchera tout au long de sa carrière de dirigeant à réduire l'influence de cette autre forme de rugby en France.
Ainsi il signe d'abord en 1971 avec son homologue treiziste Renè Mauries, un « Protocole » considéré comme un « marché de dupes » pour le rugby à XIII en France.
Lors de l'élection en 1984 de Jacques Soppelsa à la tête de la Fédération française de jeu à XIII, celui-ci désire retrouver l'appellation « rugby à XIII », terme interdit après la Libération en 1945 lors de retour du rugby à XIII après son interdiction sous le régime de Vichy. Une rencontre est alors prévue entre Soppelsa et Albert Ferrasse, alors président de la fédération française de rugby. Ferrasse propose la fusion des deux fédérations et un poste de vice-président à Soppelsa, ce dernier refuse au prétexte que dans le cas où « les clubs de XIII auraient intégré le championnat de France de XV, cela signe leur disparition ». Soppelsa lance alors dans une action en justice pour récupérer le droit de s'appeler rugby à XIII. La réaction de Ferrasse est limpide et déclare en juillet 1985 lors du congrès de la fédération française de rugby à Vichy : « je ne veux pas la guerre, mais je vous le dis, Messieurs, que s'il faut la faire, nous la ferons totale ! Et tant pis si nous abattons la Fédération française de jeu à XIII ». La fédération française de rugby se rend jusqu'en cassation pour interdire le terme rugby à XIII, toutefois la Cour de cassation dans son jugement du 4 juin 1993 autorise l'utilisation du mot « rugby à XIII »,. Même après sa présidence, sa position reste inflexible vis-à-vis du rugby à XIII puisqu'il agit via ses réseaux par l'intermédiaire de Bernard Lapasset pour interdire par exemple la tenue d'un match de rugby à XIII au stade Armandie d'Agen en 1998 mais s'avoue vaincu en 2001 déclarant « ça me fait mal au ventre » à propos de la position de la mairie d'Agen (propriétaire du stade Armandie) d'autoriser un match de rugby à XIII dans cette enceinte et espérant que « les XIII n'attireront pas grand monde avec ce match. Je demande aux quinzistes de faire comme moi, de rester chez eux! ».

### Son positionnement vis-à-vis de l'Apartheid
Albert Ferrasse est aux commandes de la Fédération française de rugby, au moment où l'Afrique du sud subit un boycott sportif en raison du régime d'Apartheid. La fédération est alors soumise à des pressions de l'opinion publique pour ne pas effectuer de tournées contre cette nation. L'État français laisse cependant le choix à la fédération de rencontrer ou pas les Springboks.
Albert Ferrasse, dans une interview donnée à la télévision française en 1974, y voit une simple question politique, et compare le fait de jouer contre l'Afrique du sud au fait de jouer contre l'Irlande du Nord ou Israël.
Néanmoins, « malgré le boycott de l’Afrique du Sud, où règne l’apartheid, il y envoie l’équipe de France en tournée, mais il inclut dans la sélection un joueur noir, Roger Bourgarel ». Ce qui lui permet également « de venir en aide à son vieil ami, le président de la fédération sud-africaine (Danie Craven) qui souhaitait rompre l’isolement dans lequel l’apartheid avait plongé son pays et les Springboks ». 
Quand il rencontre les représentants des mouvements anti-apartheid, il leur demande de « de ne pas aller trop loin, de ne pas oublier qu'il y a une évolution en Afrique du Sud » et indique dans une interview donnée au journal le Monde en 1987 qu'il a également exigé de « jouer contre des équipes multiraciales ».

## Palmarès
- Champion de France de première division : 
  - Champion (1) : 1945
  - Vice-champion (1) : 1947
- Coupe de France :
  - Vainqueur (1) : 1945
- Il arbitra également la finale du championnat de France en 1959  entre le Racing Club de France et Mont-de-Marsan (8-3).

## Distinctions
- Chevalier de la Légion d'honneur
- Officier de la Légion d'honneur
- Commandeur de la Légion d'honneur (décret du 8 avril 1998)[15]
- Trophée Vernon Pugh : 2001